# Qabr Essit
El campamento Qabr Essit (en árabe: مخيم قبر الست‎), o campo de Sayyidah Zaynab, es un campo de refugiados de 0,02 kilómetros cuadrados cerca de la ciudad de Sayyidah Zaynab, poblado por palestinos. Se encuentra a 14 kilómetros del centro de Damasco. La población del campo antes de la guerra era de alrededor de 23 700 personas.
Durante la guerra civil siria, hasta el 40% de la población del campo había huido debido a los combates que rodeaban al campo.
Aunque el campo se estableció en 1948, la mayoría de sus residentes procedieron de la gobernación de Quneitra después de 1967, cuando los Altos del Golán fueron ocupados por Israel.

## Historia

### Establecimiento
El campo de Qabr Essit se estableció en un área de 0,02 kilómetros cuadrados en 1948, pero la mayoría de los residentes llegaron en 1967. Los residentes, que fueron desplazados de los Altos del Golán en la gobernación de Quneitra durante el conflicto árabe-israelí de 1967, fueron desplazados por segunda vez a Qabr Essit. La mayoría había huido originalmente a los Altos del Golán en 1948 desde pueblos cercanos en el norte de Palestina.

### Operación y vida
El desplazamiento, el desempleo, la inflación, la protección y los riesgos de seguridad son grandes problemas para los residentes del campo. El saneamiento deficiente también es un problema en el campamento y hay una incidencia relativamente alta de enfermedades asociadas con malas condiciones de salud ambiental. El sistema de alcantarillado está obsoleto y es necesario mejorarlo para hacer frente a las demandas de la población de los campos.